# Шибениця (гра)
Шибениця — гра на папері для двох осіб.

## Історія
Вперше варіант цієї гри згадується в книзі дитячих ігор, зібраній Алісою Гомме (Alice Gomme) в 1894 році. У цій версії гри бракує образу повішеного чоловіка, а замість цього рахунок ведеться за кількістю спроб кожного гравця при відгадуванні слова.

## Принцип гри
Один з гравців загадує слово — пише на папері першу та останню літери слова й позначає місця для інших букв, наприклад, рисками (існує також варіант, коли спочатку невідомо жодної літери). Також малює шибеницю з петлею.
Слово має бути іменником, загальною назвою, у називному відмінку однини, або множини (за відсутності у слова форми однини).
Другий гравець пропонує літеру, яка може входити в це слово. Якщо така літера є в слові, то перший гравець пише її над відповідними рисками — стільки разів, скільки вона зустрічається в слові. Якщо такої літери немає, то до шибениці домальовують коло в петлі, що зображає голову. Другий гравець продовжує відгадувати літери доти, доки не відгадає все слово. За кожну неправильну відповідь перший гравець додає одну частину тулуба до шибениці (зазвичай їх 6: голова, тулуб, 2 руки та 2 ноги, існує також варіант з 8 частинами — додаються ступні, а також найдовший варіант, коли спочатку за невідгадану літеру той хто загадав малює частини самої шибениці).
Якщо тулуб у шибениці намальований повністю, то гравець, що відгадував, вважається повішеним. Якщо гравцеві вдається вгадати слово, він виграє і може загадувати слово.

## Приклад гри
| 0 |  | Слово: Ш _ _ _ _ _ _ Я Помилки (0): Літера: А |

| 1 |  | Слово: Ш _ _ _ _ _ _ Я Помилки (1): а Літера: О |

| 2 |  | Слово: Ш _ _ _ _ _ _ Я Помилки (2): а, о Літера: Н |

| 3 |  | Слово: Ш _ _ _ н _ _ Я Помилки (2): а, о Літера: Р |

| 4 |  | Слово: Ш _ _ _ н _ _ Я Помилки (3): а, о, р Літера: З |

| 5 |  | Слово: Ш _ _ _ н _ _ Я Помилки (4): а, о, р, з Літера: Т |

| 6 |  | Слово: Ш _ _ _ н _ _ Я Помилки (5): а, о, р, с, т Літера: И |

| 7 |  | Слово: Ш и _ _ н и _ Я Помилки (5): а, о, р, с, т Літера: Л |

| 8 |  | Слово: Ш и _ _ н и _ Я Помилки (5): а, о, р, с, т Літера: І |

| 9 |  | Слово: Ш и _ _ н и _ Я Помилки (6): а, о, р, с, т, і Літера: |

Той хто відгадував програв — загадане слово Шибениця.